# Dina Mangabeira
Bernarda Carvalho de Rezende, a Dina Mangabeira (Bocaiúva, 20 de agosto de 1923 — Belo Horizonte, 11 de fevereiro de 2000), foi uma poetisa, escritora, cronista e trovadora brasileira. Esteve vinculada a diversas academias de letras em Minas Gerais, como a Academia Feminina Mineira de Letras, e publicou, entre outras obras, os livros No Palco Real da Vida (1986) e À Sombra do Passado (1990). Em 2025, seus escritos inéditos foram reunidos na coletânea póstuma A Lógica da Minha Saudade, publicada por sua família. Representou uma voz significativa da literatura feminina mineira do século XX, contribuindo para a legitimação da participação feminina nas academias literárias regionais e preservando a memória cultural do norte de Minas Gerais.

## Biografia

### Primeiros anos e formação
Bernarda Rezende nasceu em 20 de agosto de 1923, na fazenda Morro Agudo, zona rural de Bocaiúva, no norte de Minas Gerais. Seu pai, Manoel José de Carvalho (conhecido como Neco Mangabeira), era fazendeiro; o sobrenome "Mangabeira" da família originou-se do ofício do avô paterno, que extraía e industrializava o leite de mangaba nas fazendas do norte de Minas e da Bahia, vendendo-o para fábricas de borracha.
A região de Bocaiúva onde nasceu situa-se numa área de transição entre Cerrado e Caatinga, com formação histórica ligada ao antigo "Curato de Macaúbas" (1710-1720) e economia baseada na criação de gado, preservando manifestações culturais tradicionais como Folia de Reis, Catira e Congado, elementos que posteriormente permearam sua obra poética.
Aos dois anos de idade mudou-se com os pais e irmãos para Montes Claros, cidade onde passou a infância e cursou os estudos primários e o ensino normal. Formou-se professora em 1943 e lecionou no Instituto Norte Mineiro de Educação, em Montes Claros, de 1945 até 1948.

### Vida familiar
Casou-se em 1946 com Ailton Rosa Rezende, funcionário do Banco do Brasil, e dois anos depois deixou o magistério para se dedicar exclusivamente à família e aos quatro filhos do casal. Durante este período, manteve-se intelectualmente ativa, desenvolvendo sua vocação literária de forma gradual.
Dina Mangabeira permaneceu residindo em Montes Claros até os cinquenta anos de idade, quando seu marido foi transferido para Belo Horizonte em meados da década de 1970. Na capital mineira, seus filhos ingressaram na universidade, e Dina engajou-se em atividades sociais e comunitárias. Foi integrante da Arquiconfraria das Mães Cristãs do Brasil, organização em que, liderando uma equipe de mães voluntárias, atuava junto à paróquia e em obras sociais nos bairros carentes. Também participou ativamente da Confraternidade das Mães Cristãs em Belo Horizonte, desenvolvendo atividades sociais e culturais de caráter religioso.
Dina Mangabeira faleceu em Belo Horizonte em 11 de fevereiro de 2000, aos 76 anos, vítima de complicações decorrentes de câncer.

## Carreira literária

### Início da atividade
A partir de 1981, Dina Mangabeira passou a colaborar como articulista em jornais de Montes Claros e de Belo Horizonte, publicando crônicas e artigos de opinião. Desenvolveu uma produção consistente que já demonstrava seu talento como ficcionista e sua habilidade com a linguagem simples e acessível.

### Participação em academias literárias
Seu reconhecimento no meio cultural levou-a a ingressar na Academia Feminina Mineira de Letras (AFEMIL), onde ocupou a cadeira de número 19, e a participar também da Academia Municipalista de Letras de Minas Gerais (AMULMIG), representando o município de Montes Claros na cadeira 152. Posteriormente, tornou-se membro correspondente da Academia Montesclarense de Letras (fundada em 1966 por Alfredo Marques Vianna de Goes) e da Academia de Ciências e Letras de Conselheiro Lafaiete, além de integrar a seção de Belo Horizonte da União Brasileira de Trovadores (UBT).
Sua participação múltipla em academias literárias demonstrou o reconhecimento de sua qualidade como escritora e sua contribuição para legitimar a presença feminina no campo literário mineiro durante um período de consolidação da participação feminina nas letras mineiras.

### Estilo e características literárias
Como poeta, destacou-se pela habilidade em compor trovas e frequentemente declamava seus próprios versos em eventos literários. Sua obra caracteriza-se pela linguagem simples e acessível, com narrativa descrita pelos críticos como vinda da "pureza de sua alma que traduz no encanto dos rincões recontados".
Os temas recorrentes em sua obra incluem nostalgia da infância, regionalismo do norte de Minas, vida sertaneja, valores familiares e análise de fenômenos sociolinguísticos. Propositalmente evitava retratar violência contemporânea, focando no "bem e amor ao próximo". Entre seus poemas mais representativos está "Conexão (Bocaiúva – Montes Claros)", que exemplifica o apego às duas cidades que marcaram sua formação.

## Obras publicadas